# Казахстан (Сырымский район)
Казахстан (каз. Қазақстан) — село в Сырымском районе Западно-Казахстанской области Казахстана. Входит в состав Талдыбулакского сельского округа. Код КАТО — 275857400.

## Население
В 1999 году население села составляло 493 человека (255 мужчин и 238 женщин). По данным переписи 2009 года, в селе проживало 278 человек (141 мужчина и 137 женщин).